# 蓋瑞·道柏曼
蓋瑞·道柏曼（英語：Gary Dauberman）是一名美國男編劇、製片人和導演。他較著名的是在厲陰宅宇宙中擔任數部電影的編劇，如《安娜貝爾》（2014年）、《安娜貝爾：造孽》（2017年）和《鬼修女》（2018年），而在《安娜貝爾回家囉》（2019年）中則擔任導演。

## 早期生活
蓋瑞·道柏曼在特拉華縣社區學院念了兩年後轉學至天普大學，並於2002年畢業。

## 個人生活
道柏曼是一名基督徒。

## 作品列表

### 電影
| 年份 | 標題               | 職位 | 職位       | 職位 | 附註                               |
| 年份 | 標題               | 導演 | 監製       | 編劇 | 附註                               |
| ---- | ------------------ | ---- | ---------- | ---- | ---------------------------------- |
| 2007 | 《血猴》           | 否   | 否         | 是   | DVD首映；與喬治·拉維共同創作劇本   |
| 2014 | 《安娜貝爾》       | 否   | 否         | 是   |                                    |
| 2016 | 《Within》         | 否   | 否         | 是   |                                    |
| 2016 | 《門外殺機》       | 否   | 否         | 是   |                                    |
| 2017 | 《安娜貝爾：造孽》 | 否   | 否         | 是   |                                    |
| 2017 | 《牠》             | 否   | 否         | 是   | 與查斯·帕瑪、凱瑞·福永共同創作劇本 |
| 2018 | 《鬼修女》         | 否   | 執行製片人 | 是   | 與溫子仁共同創作故事               |
| 2019 | 《哭泣的女人》     | 否   | 是         | 否   |                                    |
| 2019 | 《安娜貝爾回家囉》 | 是   | 否         | 是   | 與溫子仁共同創作故事               |
| 2019 | 《牠：第二章》     | 否   | 否         | 是   |                                    |
| 2023 | 《鬼修女II》       | 否   | 執行製片人 | 否   |                                    |
| 2024 | 《撒冷镇》         | 是   | 否         | 是   |                                    |

### 電視
| 年份 | 標題         | 職位 | 職位       | 職位 | 附註                                   |
| 年份 | 標題         | 導演 | 監製       | 編劇 | 附註                                   |
| ---- | ------------ | ---- | ---------- | ---- | -------------------------------------- |
| 2007 | 《蛛絲殺跡》 | 否   | 否         | 是   | 電視電影                               |
| 2008 | 《異魔沼澤》 | 否   | 否         | 是   | 電視電影；與愛斯莉·安·瓦爾共同創作劇本 |
| 2019 | 《沼澤異形》 | 否   | 執行製片人 | 是   | 與馬克·弗海頓共同創作劇本              |

## 外部連結
- 蓋瑞·道柏曼在互联网电影资料库（IMDb）上的資料（英文）